# Rauli Pudas
Rauli Antero Pudas (ur. 13 września 1954 w Alaviesce) – fiński lekkoatleta, tyczkarz.
1 września 1978 w Pradze zdobył brązowy medal mistrzostw Europy. Jeden raz był mistrzem Finlandii na otwartym stadionie (1980) i dwukrotnie w hali (1978, 1982). Na Igrzyskach Olimpijskich w Moskwie w 1980 zajął dwunaste miejsce.
Swój rekord życiowy (5,60 m) ustanowił 13 lipca 1980 w Raahe.